# Revúcka dolina

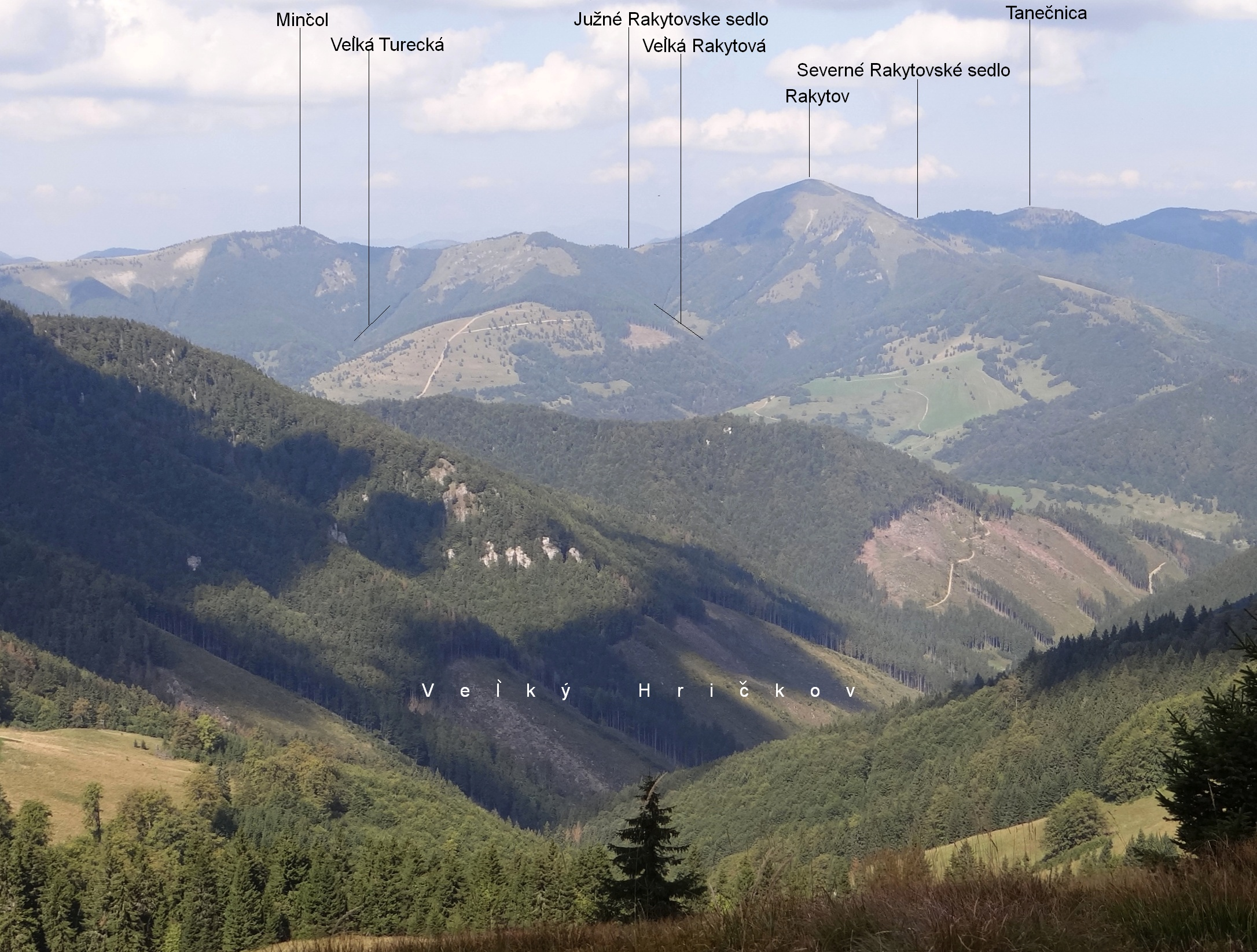
Górna część Doliny Rewuckiej

Revúcka dolina – środkowy odcinek doliny rzeki Revúca na Słowacji – od ujścia potoku Šturec do ujścia potoku Korytnica. Znajduje się w obrębie Wielkiej Fatry, rozdzielając jej główny grzbiet od grupy Zwolenia.
W Dolinie Rewuckiej znajdują się dwie miejscowości: Liptovské Revúce rozłożone na dużej długości wzdłuż koryta rzeki, oraz Liptovská Osada położona w kotlinie przy ujściu Korytnicy do Revúcy. Z doliny wychodzi wiele szlaków turystycznych w masyw Wielkiej Fatry.
Posiada kilka bocznych odnóg: Orograficznie lewe to: Zelená dolina, Pilná, Veľká Turecká, Veľká  Rakytová, Teplá dolina, Skalné. Orograficznie prawe odnogi to: Veľká Sutecká, Veľký Hričkov, Malý Hričkov. Górna część Doliny Rewuckiej to Suchá dolina.